# Tarso (scheletro)
Il tarso è l'insieme delle ossa del piede poste tra la tibia ed il perone da un lato e i metatarsi dall'altro.
Il tarso è l'insieme di sette ossa brevi che occupano posizione analoga a quella delle ossa del carpo nella mano: si trovano infatti tra la zona calcaneare e le ossa del metatarso, che si articolano poi con le ossa delle falangi delle dita del piede. Il tarso ha forma simile a una volta concava verso il basso. Su di esso si scarica tutto il peso del corpo in posizione eretta.
Le sette ossa sono, nell'ordine: posteriormente l'astragalo o talo (B) e il calcagno (A); medialmente lo scafoide tarsale o navicolare tarsale (D), poi il cuboide (C) e anteriormente i tre cuneiformi (E, F e G).

## Struttura
L'astragalo è collegato superiormente alle due ossa della parte inferiore della gamba, la tibia e il perone, per formare l'articolazione della caviglia; inferiormente, all'articolazione subtalare, al calcagno o all'osso del tallone.
Le cinque ossa irregolari - cuboide, navicolare e le tre ossa cuneiformi- formano gli archi del piede che fungono da ammortizzatori durante il movimento. Il mesopiede è collegato al posteriore e all'avampiede dai muscoli e dalla fascia plantare.

### Movimenti
Il movimento dell'articolazione subtalare avviene su tre piani e produce inversione e eversione subtalare. Insieme all'articolazione tarsale trasversale (cioè l'articolazione talonavicolare e calcagno-cusocuboide), l'articolazione sottotalare trasforma la rotazione tibiale in supinazione e pronazione dell'avampiede. L'asse di rotazione nell'articolazione è diretto verso l'alto di 42 gradi rispetto al piano orizzontale e di 16 gradi medialmente rispetto alla linea mediana del piede. Le faccette sottoastragali formano una spirale archimedea nel piede destro, dove si verifica il movimento subtalare. Quindi, durante l'inversione subtalare, il calcagno ruota anche in senso orario e si sposta in avanti lungo l'asse della spirale. Il movimento subtalare medio è di 20-30 gradi di inversione e 5-10 gradi di eversione. Il movimento funzionale durante 'andatura è di 10-15 gradi (il tallone colpisce il terreno in leggera inversione seguita da rapida eversione).
Le articolazioni talonavicolari e calcaneocuboidi (cioè tra l'astragalo e le ossa navicolari e il calcagno e le ossa cuboidi) formano il cosiddetto giunto tarsale trasversale o articolazione di Chopart. Il giunto ha due assi di movimento. Attorno ad un asse longitudinale orientato 15 gradi verso l'alto a partire dal piano orizzontale e 9 gradi medialmente dall'asse longitudinale del piede si verificano l'inversione e l'eversione. La flessione e l'estensione si verificano attorno a un asse obliquo orientato 52 gradi verso l'alto sul piano orizzontale e 57 gradi anteromedialmente (avanti verso l'interno). In vitro il movimento talonavicolare è di 7 gradi di flessione-estensione e di 17 gradi di pronazione-supinazione; mentre il movimento calcagno-cuboide è di 2 gradi di estensione-flessione e di 7 gradi di pronazione-supinazione.
I movimenti delle articolazioni sottotalare e talare collaborano per rendere il piede flessibile o rigido. Con l'articolazione sottotalare in eversione, le due articolazioni del giunto trasversale sono parallele, il che rende possibili i movimenti in questo giunto. Con l'articolazione sottotalare in inversione, gli assi del giunto trasversale sono convergenti, bloccando i movimenti e rendendo il metatarso rigido.

## Altri animali
Nei tetrapodi primitivi , come i Trematopsidae, il tarso consiste in tre file di ossa. Ci sono tre ossa tarsali prossimali, il tibiale , l'intermedio e il fibulare, che si articolano con le ossa dell'arto inferiore. Questi sono seguiti da una seconda fila di quattro ossa centrali, e una fila di cinque tarsali distali, ciascuna articolata con un singolo metatarso. Nella grande maggioranza dei tetrapodi, questo schema semplice può essere modificato dalla perdita e dalla fusione di alcune ossa.
Nei rettili e nei mammiferi, normalmente ci sono solo due tarsali prossimali, il calcagno (equivalente al fibulare anfibio) e l'astragalo (probabilmente derivato dalla fusione di più ossa). Nei mammiferi, compreso l'uomo, l'astragalo forma un'articolazione a cerniera con la tibia, una caratteristica che è ben sviluppata negli artiodattili . Il calcagno può essere anche modificato, formando un tallone dove va a fissarsi un tendine di Achille. Nessuno di questi adattamenti si trova nei rettili, che possiedono una struttura relativamente semplice per entrambe le ossa.
Il quinto tarsale distale scompare all'inizio dell'evoluzione, il rimanente diventa le ossa cuneiformi e cuboide. I rettili di solito mantengono le due ossa centrali, mentre i mammiferi ne hanno solo uno (il navicolare).
Negli uccelli, il tarso è scomparsoː le tarsali prossimali si sono fuse con la tibia, la centrale è scomparsa e le ossa distali si sono fuse con i metatarsi per formare un singolo tarso metatarso, dando alla gamba un terzo segmento.